# Igor Cukrov
Igor Cukrov (Šibenik, 6 juni 1984) is een Kroatisch zanger.

## Biografie
Cukrov startte zijn muzikale carrière in 2008 door deel te nemen aan de talentenjacht Operacija Trijumf. Hij eindigde op de zesde plaats. Een jaar later nam hij samen met Andrea Šušnjara deel aan Dora, de Kroatische preselectie voor het Eurovisiesongfestival. Met Lijepa Tena won hij deze voorronde, waardoor hij Kroatië mocht vertegenwoordigen op het Eurovisiesongfestival 2009, dat gehouden werd in de Russische hoofdstad Moskou. In de finale eindigden ze als achttiende.
1993: Put · 
1994: Tony Cetinski · 
1995: Magazin & Lidija · 
1996: Maja Blagdan · 
1997: ENI · 
1998: Danijela · 
1999: Doris Dragović · 
2000: Goran Karan · 
2001: Vanna · 
2002: Vesna Pisarović · 
2003: Claudia Beni · 
2004: Ivan Mikulić · 
2005: Boris Novković · 
2006: Severina · 
2007: Dragonfly feat. Dado Topić · 
2008: Kraljevi Ulice & 75 Cents · 
2009: Igor Cukrov feat. Andrea Šušnjara · 
2010: Feminnem · 
2011: Daria Kinzer · 
2012: Nina Badrić · 
2013: Klapa s Mora · 
2016: Nina Kraljić · 
2017: Jacques Houdek · 
2018: Franka Batelić · 
2019: Roko · 
2021: Albina Grčić · 
2022: Mia Dimšić · 
2023: Let 3 · 
2024: Baby Lasagna · 
2025: Marko Bošnjak